# Кашћерга
Кашћерга (итал. Caschierga ou Villa Padova) је насељено место у Републици Хрватској у Истарској жупанији. Административно је у саставу Града Пазина.

## Географија
Кашћерга се налази 7 км северозападно од Пазина. Налази се изнад долине реке Бутониге, испод брежуљка на којем је црквица Св. Анте Падованског, по којем се брдо зове Падова, на зато је италијански назив Вила Падова.

## Историја
Подручје је било настањено у праисторији и антици, а насеље се први пут помиње 1177. као Карсијага. Тада је постала феуд поречкога бискупа, а затим је прелазила из руке у руку црквено феудалних господара. Средином XIII века прешла је под власт Пазинске кнежије. У другој половини XV века после османлијских продора у северну Истру и ратних похода кнеза Ивана VII. Франкопана, у Кашћерги је живело само 6 сановника (1498). У урбару Пазинске кнежије 1498. уписана је као Кастернн.
С обзиром на близину границе са млетачком Истром (мотовунском општином), Кашћерга је често страдавала, а земља је повремено остајала необрађена и напуштена, тако да су у више наврата насељавани нови становници.
Жупна црква јеванђелисте св. Марка изграђена је 1686. а обновљена 1891. Звоник уз цркву висок 17 м подигнут је 1801. Црква св. Антуна Падованскога (друго име Блажене Дјевице Марије од Снијега) изграђена је у XII веку, а обновљена 1859. На том узвишењу је вероватно био феудски каштел.

## Становништво
На попису становништва 2011. године, Кашћерга је имала 256 становника.
Становници се искључиво баве пољопривредиом: виноградарство и воћарством.
Према попису становништва из 2001. године у насељу Кашћерга је било 279 становника који су живели у 69 породичних и 12 самачких домаћинства.
Кретање броја становника по пописима 1857—2001.
| година пописа  | 1857. | 1869. | 1880. | 1890. | 1900. | 1910. | 1921. | 1931. | 1948. | 1953. | 1961. | 1971. | 1981. | 1991. | 2001. |
| бр. становника | 410   | 424   | 453   | 491   | 511   | 579   | 598   | 891   | 663   | 641   | 512   | 426   | 375   | 307   | 279   |

Напомена:У 1857., 1869., 1921. и 1931. део података садржан је у насељу Грдосело. У 1931. садржи податке за насеље Замаски До, као и део података у 1857., 1869. и 1921. Садржи податке за бивше насеље Укотићи које је од 1880. до 1910. исказивано као насеље 

## Попис1991.
На попису становништва 1991. године, насељено место Кашћерга је имало 307 становника, следећег националног састава:
| Попис 1991.‍  | Попис 1991.‍  | Попис 1991.‍ | Попис 1991.‍ | Попис 1991.‍ |
| ------------ | ------------ | ----------- | ----------- | ----------- |
|              |              |             |             |             |
| Хрвати       | Хрвати       |             | 251         | 81,75%      |
| Италијани    | Италијани    |             | 2           | 0,65%       |
| Југословени  | Југословени  |             | 1           | 0,32%       |
| неопредељени | неопредељени |             | 3           | 0,97%       |
| регион. опр. | регион. опр. |             | 38          | 12,37%      |
| непознато    | непознато    |             | 12          | 3,90%       |
| укупно: 307  |              |             |             |             |